# بيري (أسطورة)
بيري (بالإنجليزية: Pere)‏ الربة البولينزية لمياه المحيط التي تحيط بالجزر. في أحد الأيام أرادت أن تسافر فقدمت لها أمها المحيط في جرة تأخذها معها، وقدمت لها يختا ملكيا. في البداية لم يكن هناك محيط على الإطلاق، لذلك كانت بيري تريق المياه من جرتها حيث تذهب. في البداية حملت الجرة على رأسها، وفيما بعد، عندما فرغت الجرة، حملها المحيط وهي في سفينتها المقدسة. أم بيري يختلفون في تحديدها أهي تايناريكي أم هومیا Haumea أم بابا Papa؟ ولكن زوجها هو واهیلي روا Wahie Roa.